# 宋卫平 (1957年)
宋卫平（1957年—），男，浙江绍兴人，中国企业家和房地产商。宋卫平并热爱足球运动，亦投资球赛球队，其创建了浙江绿城足球俱乐部。

## 生平
1957年，出生于浙江省绍兴市嵊县。1982年，毕业于杭州大学（今浙江大学）历史系。1982年至1987年，在某学校教书。1987年，辞职下海，就职于珠海市某计算机企业担任秘书。1994年，从广东回到杭州，投资15万元人民币创建中国绿城集团，总部在杭州。
2007年，宋卫平夫妇在福布斯中国大陆富豪榜中位列第41位，身价97.5亿人民币。2006年位列第27位。
2013年以12.2亿美元身家位居胡润中国富豪榜第212名。